# Amíra Tavíl
Amíra Tavíl (* 6. listopadu 1983, Rijád) je bývalá saúdskoarabská princezna, která ve své ultrakonzervativní zemi podporuje větší rovnoprávnost žen a mužů. Zasazovala se například o zrušení zákazu řízení automobilů, který se v Saúdské Arábii na ženy vztahoval. Sama vlastní řidičský průkaz a v zahraničí běžně řídí. V roce 2017 bylo ženám v Saúdské Arábii řízení povoleno. 
Věnuje se také filantropii.

## Osobní život
Amíra, která vystudovala management na univerzitě v americkém městě New Haven, byla provdaná ze nejbohatšího muže země, saúdského prince Al-Valída bin Talála, synovce krále Abdalláha. Jejich manželství však bylo již rozvedeno.
V roce 2018 se vdala podruhé, za podnikatele ze Spojených arabských emirátů, kterým je Khalifa bin Butti Al Muhairi. V roce 2019 se jim narodil syn.